# 여행 가방 (영화)
《여행 가방》(Saratoga Trunk)은 미국에서 제작된 샘 우드 감독의 1945년 영화이다. 게리 쿠퍼 등이 주연으로 출연하였고 핼 B. 월리스 등이 제작에 참여하였다. 워너 브라더스에서 1945년에서 1946년 사이에 제작한 영화 중 가장 흥행한 작품이다. 제목은 영화 시대 배경 당시에 실제로 유행했던 여행 가방의 한 종류와 사라토가 간선을 모두 가리키는 중의적 의미로 쓰였다.

## 줄거리
클리오는 프랑스 귀족 출신 아버지의 식민지 현지처였던 흑인 혼혈 어머니에게서 태어난 사생아다. 어머니는 자살을 시도하던 중 사고로 아버지가 죽게 만들었고, 아버지의 정부인은 클리오와 어머니를 함께 파리로 쫓아냈다.
1875년. 클리오는 친가에 복수하기 위해 아이티섬 출신의 하녀, 난쟁이 머슴와 함께 루이지애나로 돌아온다. 의붓 동생의 사교계 데뷔를 망치고 부자와 결혼해 자신이 정부인과 다를 게 없는 사람이라는 걸 보여줄 생각이다.
한편 텍사스 출신 도박사 클린트는 아버지를 망친 철도부설업자를 대상으로 복수를 벼르고 있다. 클리오는 클린트에게 첫눈에 반해 동거를 시작한다. 그러나 복수에 너무 열을 올리는 클리오에게 지친 클린트는 뉴욕 사라토가로 가버린다.
역시 뉴욕으로 온 클리오는 프랑스 백작의 미망인 샹프레 백작 부인 행세를 하며 뉴욕을 석탄촌과 연결하는 사라토가 트렁크(Saratoga Trunk) 철도회사의 후계자를 꾄다. 클린트는 사라토가 트렁크의 소유권 일부를 얻는 대가로 사라토가 트렁크를 노리는 아버지의 원수로부터 회사를 지키는 일을 하다가 크게 다친다. 이를 본 클리오는 클린트를 두고 다른 남자와 결혼할 순 없다는 걸 깨닫는다.

## 출연

### 주연
- 게리 쿠퍼 - 클린트 머룬 대령 역
- 잉그리드 버그먼 - 클리오 듈레인/샹프레 백작 부인 역

### 조연
- 플로라 롭슨
- 제리 오스틴
- 존 워버턴
- 플로런스 베이츠
- 커트 부아
- 존 애벗
- 에설 그리피스

## 제작진
- 의상: 레아 로즈